# Daryal (radar)

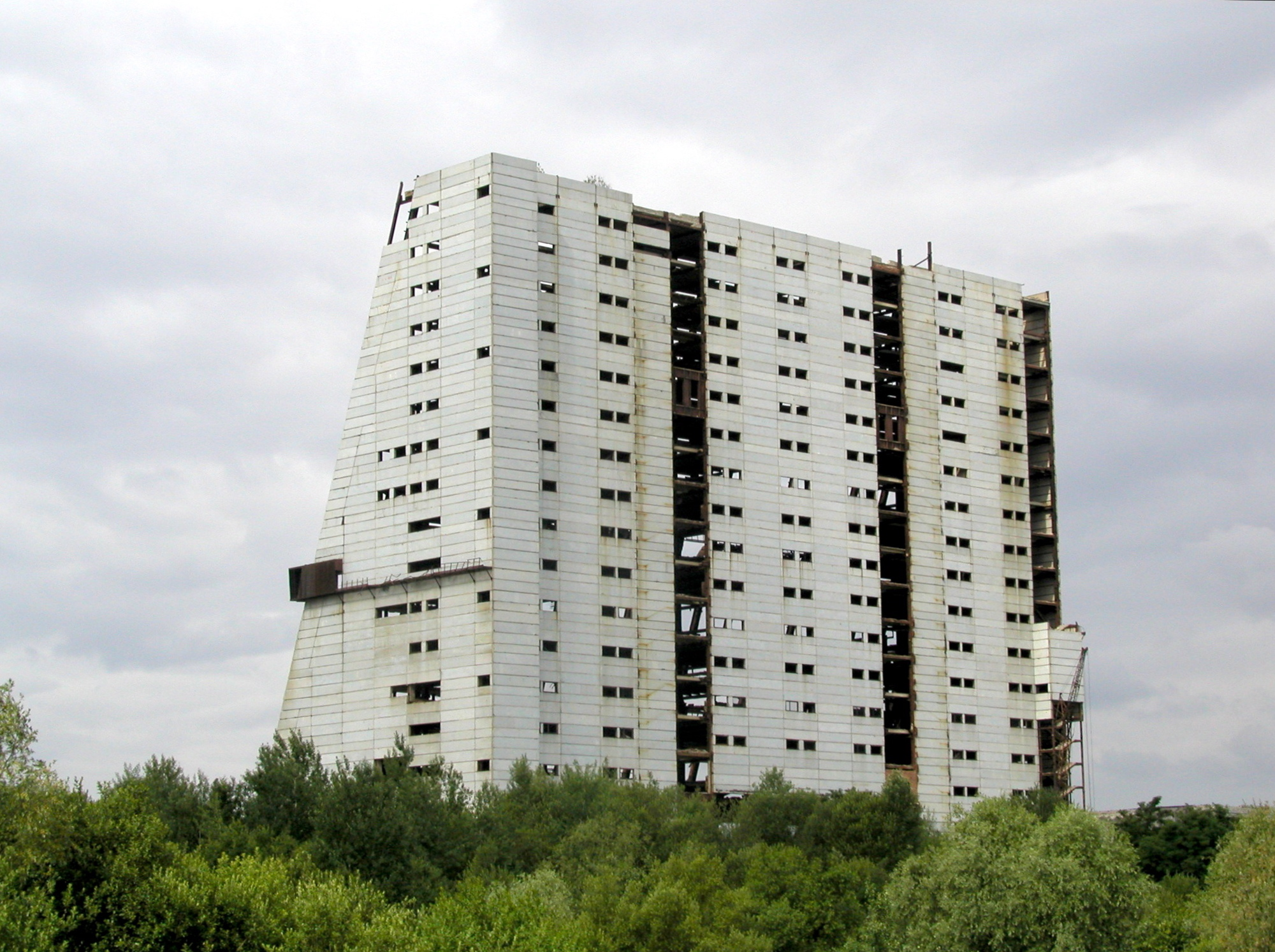
Ruinas de um radar Daryal, em Mukachevo, Ucrânia.

Os radares Daryal, em russo Дарьял, foram radares de alerta antecipado,
usados pela União Soviética, hoje Rússia e outros países, para prevenir ataques de mísseis balísticos intercontinentais.
Das nove estações desse modelo construídas, apenas quatro continuam ativas, sendo duas na Rússia, uma na Bielorrússia e outra no Azerbaijão.